# 핀란드의 가수 목록

## 라
- 헬리 러브
- 마리온 룽

## 마
- 라우라 말미바라

## 바
- 카티 베르그만
- 라우라 보우틸라이넨

## 사
- 크리스타 시그프리즈

## 아
- 아미 아스펠룬드
- 수산 아호
- 에린 안티라
- 사라 알토
- 야니타
- 안나 에릭손
- 리트바 엘로마
- 이슬라야

## 카
- 페르닐라 칼손
- 키수
- 라일라 킨누넨
- 안 크리스틴

## 타
- 패이비 파우누

## 파
- 한나 파카리넨

## 하
- 수산나 하비스트토
- 크레타 하파살로
- 안나 한스키
- 라일라 할메
- 카트리 헬레나
- 바르바라 헬싱기우스
- 카리타 홀름스트룀
- 얀나 후르메린타
- 마리트 후르메린타
- 산나유네 히데
- 헬카 힌니넨
- 테아 힐로스테